# BlackBerry

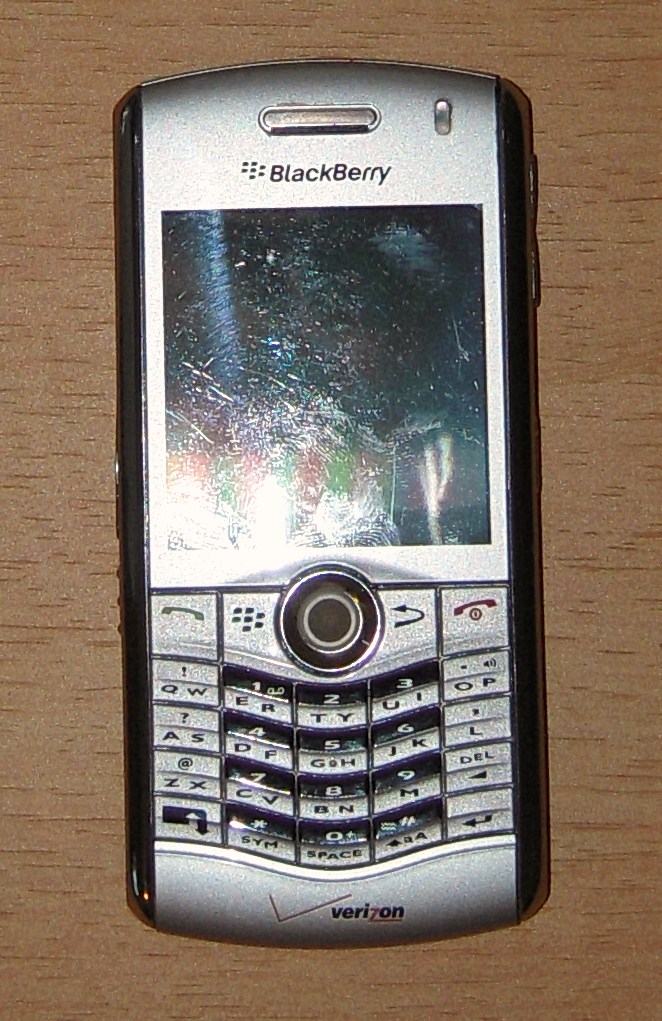
BlackBerry Pearl 8130

BlackBerry és el nom d'una tecnologia desenvolupada per la companyia canadenca RIM i per extensió, el nom donat als smartphones que utilitzen aquesta tecnologia.
BlackBerry fa servir el sistema operatiu BlackBerry OS, el qual poden fer fotos, gravar vídeos, reproduir música, accedir a inter i al seu correu, a part del seu sistema de missatgeria anomenat BBM

## Ús
La tecnologia de BlackBerry permet rebre i enviar correus electrònics i és utilitzada per rebre’ls en mode «push», és a dir en temps real, sense que sigui necessari anar a connectar-se a un servidor, d'un 1 a 10 comptes de missatgeria diferents. El mode de compressió reduït la mida del missatge, cosa que facilita la sincronització del correu amb el servidor de missatgeria electrònica via la xarxa de telefonia mòbil on l'aparell és connectat (GSM, GPRS, UMTS…). Així, enviar un correu és tan simple com enviar un SMS o un MMS. També permet enviar missatges via WhatsApp.
La BlackBerry permet la lectura intel·ligent de fitxers adjunts en els formats .doc, .xls, .ppt, .pdf, wpd. .html, .txt, .zip, .jpg, .bmp, .png, .gif, .tiff 

Són possibles dos mètodes de lectura :
- Presentació de la taula de les matèries del document sobre el BlackBerry : es pot triar com carregar la part desitjada ;
- Càrrega del contingut en format text i imatge per optimitzar la visualització i el temps de carregament.

Un gran avantatge de la tecnologia és que permet llegir ràpidament els annexos adjunts de mida molt gran (doc, xls, ppt, pdf, txt, imatges, etc.), gràcies a una poderosa compressió de la informació. Els annexos adjunts poden veure la seva mida dividida per 200. Per exemple, un correu rebut amb una foto de 3Mo serà transmès a la BlackBerry amb la mateixa imatge reduïda a 20 ko aproximadament (o sigui una mida dividida per 150 vegades).
Aquesta tecnologia permet igualment navegar per Internet. La interfície web permet accedir als seus comptes de correu BlackBerry i administrar-los (adjuntar, suprimir, etc.)

## Parc d'usuaris
El BlackBerry compta aproximadament 21 milions d'usuaris (novembre de 2008) pel món. S'estima que un milió de funcionaris americans l'utilitzen regularment, entre els quals diversos responsables importants i en particular el president Barack Obama.

## Competència
Malgrat la competència directa de Nokia i Microsoft, RIM ha sabut quedar-se amb una part important del mercat en el sector dels PDA principalment al si de les empreses.
Un estudi de Gartner del 6 de juny de 2008 indica que RIM té un 13% del mercat mundial del smartphone ;%, darrere Nokia que en té un 45, 2% i al davant Apple que és al tercer lloc amb un 5%. Als EUA, RIM és líder del mercat amb 42% i Apple és segon amb 20%.
Pel que fa a l'accés a la seva missatgeria en portàtils, existeixen altres solucions que descansen sobre tecnologies Windows Mòbil, Symbian o J2ME.

## Problema de seguretat
Els correus electrònics enviats amb un BlackBerry transiten per servidors situats al Canadà i als Estats Units per Amèrica del Nord i al Regne Unit per a Europa. Existeixen dubtes doncs sobre el fet que la National Security Agency americana, que s'encarrega de la vigilància de les comunicacions i de manera més general, tots els països membres del programa ECHELON puguin «escoltar» els servidors informàtics del RIM.
El 25 de setembre del 2007, Research in Motion ha obtingut dues certificacions internacionals de seguretat, en la vuitena conferència internacional del Common Criteria for Information Technology Security Evaluation, composta de vint-i-cinc països, que asseguren almenys una certa garantia contra els atacs - però només exteriors.

## Comparativa BlackBerry / Windows Mobile
La tecnologia Blackberry és una tecnologia rival de Windows Mobile i Microsoft Exchange però compatible en certes condicions.
L'avantatge inicial del BlackBerry sobre Windows Mobile era la visibilitat instantània dels correus gràcies a la tècnica del push ; Microsoft va introduït aleshores ActiveSync que oferia el mateix avantatge. Queda tanmateix al Blackberry una compressió millor dels fitxers, millor que amb Microsoft, compressió que redueix igualment els costos de facturació.
Les empreses equipades amb Microsoft Exchange que desitgen dotar els seus col·laboradors d'un BlackBerry, han d'instal·lar un servidor Blackberry connectat amb el servidor Exchange. El cost de la llicència per a aquest servidor depèn del nombre d'usuaris de BlackBerry.
Una vegada s'ha instal·lat aquest servidor instal·lat, l'usuari ha de contractar amb el seu operador una opció de dades BlackBerry, el preu de la qual varia segons la quantitat de dades necessàries.
Hi ha altres solucions per tenir en temps real, la missatgeria electrònica de treball en el seu portàtil.

## Curiositats
La ubiqüitat dels BlackBerry al món corporatiu, i la facilitat per enviar correus, li ha valgut el sobrenom de «Crackberry» (en referència al Crack, una droga de toxicitat important).
l'àntic president dels Estats Units, Barack Obama, posseia un BlackBerry. Després de la seva elecció, els serveis de seguretat li van demanar que l'abandonés. Després de negociacions, dos dies després de la seva investidura, es va trobar un compromís. Va poder continuar utilitzant un smartphone en un marc molt restringit però no podia ser marca Blackberry sinó General Dynamics sota Windows CE.